# 野村明日香
野村明日香（1994年7月23日—），出生於日本岐阜縣揖斐郡池田町，是一位日本女子排球運動員，目前效力於東麗箭，場上位置為主攻。身高181公分，體重62公斤。

## 生涯簡介
她在五條市立五條東中學校畢業後，進入排球名校九州文化學園高校就讀。在此期間，幫助學校於2012年的国民体育大会上獲得相隔五年的冠軍。
2012年12月，東麗箭宣布野村成為該隊內定選手。雖然高校時代以副攻為主，不過加入東麗箭後登錄的位置是主攻。
之後，入選2013年度的日本青年隊，參加在捷克布爾諾舉行的2013年世界青年女子排球錦標賽。賽會中，她取得先發的位置，協助日本得到繼1985年來最佳的亞軍成績。同年10月，再次代表日本參加2013年世界U23女子排球錦標賽，最終奪下季軍。

## 生涯
- 所屬學校、球隊

五條市立五條東中學校 → 九州文化學園高校（2010年－2013年） → 東麗箭（2013年－）

## 榮譽

### 國家隊
青年隊
- 2013年世界青年女子排球錦標賽 -  亞軍

U23隊
- 2013年世界U23女子排球錦標賽 -  季軍

## 備註
1. ↑  月刊排球 2012年11月號 38-39頁
2. ↑  東麗箭. .   [2012-12-11].[]
3. ↑  日本排球協會. .   [2013-07-04]. （原始内容存档于2013-11-06）.
4. ↑  FIVB. .   [2013-10-13]. （原始内容存档于2020-02-24）.

## 外部連結
- V聯賽球員介紹 （页面存档备份，存于） （日語）
- 東麗箭女排隊官方網站 （日語）
- 東麗箭女排選手簡介 - 野村明日香 （日語）